# TAKE FIVE〜俺たちは愛を盗めるか〜
『TAKE FIVE〜俺たちは愛を盗めるか〜』（テイク ファイブ おれたちはあいをぬすめるか）は、2013年4月19日から6月21日まで毎週金曜日22:00 - 22:54に、TBS系の「金曜ドラマ」枠で放送された日本のテレビドラマ。主演は唐沢寿明。
唐沢のTBS系連続ドラマでの主演は『輝け隣太郎』（1995年10月期）以来18年ぶり、松雪泰子のTBS系連続ドラマへの出演は『砂の器』（2004年1月期）以来9年ぶりとなる。
撮影は2013年1月16日にクランクインし、同年4月28日にクランクアップしている。

## 放送
第1話は、25分拡大の22:00 - 23:19放送。TBSオンデマンドでは、毎週放送終了後の日曜日23:00から見逃し配信される。
系列局のない秋田県では2013年6月10日 - 7月3日に秋田放送（ABS）で月曜 - 水曜15:55 - 16:50に放送された。なお、この時間帯での金曜ドラマの遅れ放送は、前作の『夜行観覧車』に次いで2度目になる。

## あらすじ
「TAKE FIVE」は、悪い奴らから大金を奪う義賊の集団である。20年前までTAKE FIVEの一員として父と行動を共にしていた帆村正義は、ある出来事をきっかけにTAKE FIVEを引退し、その後大学教授となった。
ある日、帆村はホームレスの女にレオナルド・ダ・ヴィンチの名画「ルクレツィアの肖像（ミラノの貴婦人の肖像）」の写真を渡される。「ルクレツィアの肖像」に隠された秘密を暴くために、TAKE FIVEとして新しいメンバーが帆村の元に集まる。

## 登場人物
人物の名は公式サイト相関図および放送、見逃し配信で確認できるものに基づく。

### 主要人物
帆村 正義（ほむら まさよし）〈46〉
演 - 唐沢寿明
「TAKE FIVE」のメンバー。上教大学心理学部研究室教授。専攻は恋愛心理学。ジャズ・ナンバー「テイク・ファイヴ」を愛聴し、ジャズバー「SWING TIME」（スウィング・タイム）のオーナーをしているが、エチルアルコールが手にかかっただけで酔うほどの下戸。旧TAKE FIVEのメンバー・野上誠の息子で、ジャズバーは20年前に父から引き継いだもの。
泥棒稼業は封印していたが、ある時ホームレスの女から、20年前、父親が所属していた旧TAKE FIVEが「ルクレツィアの肖像」に関わっていることを知り、その真相を追ってTAKE FIVEを再結成することになる。そして瑠衣が自身の父親をめぐり殺された刑事の娘と知り、複雑な感情を抱く。
笹原 瑠衣（ささはら るい）
演 - 松雪泰子（少女期：広瀬すず）
芝大門警察署盗犯係の刑事。旧TAKE FIVEが関わった事件で父親を亡くす。父親が殺害された事件が解決するまで、形見である腕時計を身に付けていた。
窃盗は殺人と同等の罪と考え、盗みを働く人間を心の底から憎んでいる。
帆村によって2度にわたり命を救われると共に、父親が殺された事件の真相を知る。
新美 晴登（にいみ はると）〈27〉
演 - 松坂桃李
「TAKE FIVE」のメンバー。警備会社・第一セキュリティ防犯システム開発部の社員。東都銀行セキュリティシステムの設計者。
プライドが高く金しか信用しない性格で、帆村にライバル心を燃やす。そのため、帆村と親しげに話していた瑠衣が気になり、たびたびアプローチを仕掛けている。
忍び込みとハッキングが得意。容姿に優れ女性の扱いに長けており、合コンなどで情報収集をすることもある。
岩月 櫂（いわつき かい）
演 - 稲垣吾郎
「TAKE FIVE」のメンバー。芝大門警察署の刑事。几帳面かつ潔癖症で、「なんでもキチンとしたいタチなので」が口癖。例えば、歩幅は75cmと決めている。
芝大門警察署の隠し口座について上司に告発し、盗犯係から盗品管理係に左遷させられる。
ホームレス / 古堀 杏子（こぼり きょうこ）
演 - 倍賞美津子
泥棒を辞めた帆村に近付き、「ルクレツィアの肖像」の情報を流す。
20年前にレオナルド・ダ・ヴィンチ展で学芸員を務め、その時に展示されていた「ルクレツィアの肖像」に魅せられ、五十嵐敦とともに贋作を作り、本物と入れ替えて展示していた。後藤に贋作を盗まれてから現在まで、本物の「ルクレツィアの肖像」を五十嵐のアトリエに隠していた。

### TAKE FIVE
南 真一（みなみ しんいち）〈50〉
演 - 六角精児
若葉総合病院薬剤師。帆村の昔馴染みの仲間。旧TAKE FIVE解散後に祥子と結婚し、4歳の娘・桃香がいる。
メンバーの中では優秀な道具屋として活躍し、指紋採取やカードのスキャンニングから変装しての情報収集までさまざまなスキルを駆使して実行犯たちの裏方を務めている。
火岡 均（ひおか たもつ）〈26〉
演 - 入江甚儀（少年期：須田瑛斗）
1986年10月14日生まれ。猫が苦手。重機メーカーの試験走行担当者。祖父（故人）は旧TAKE FIVEのメンバー。
父（演：窪園純一）が東都銀行の投資信託「ハピネス・トラスト・ファンド（Hトラスト）」に騙され、自殺を図るが帆村の助けで一命を取りとめる。帆村を尊敬し、幼いころからの憧れだったTAKE FIVEの一員になる。仕事柄車輌運転が得意で、セキュリティ解除や変装などもこなす。

#### 旧メンバー
後藤 光秀（ごとう みつひで）〈50〉
演 - 峰竜太
チームが解散してから暫く行方不明だったが、偽TAKE FIVEのリーダーとしてTAKE FIVEの前に立ちふさがる。
20年前に東京都美術館から「ルクレツィアの肖像」を盗み出した張本人。
野上 誠（のがみ まこと）
演 - 小林隆
帆村の父。20年前に東京美術館から「ルクレツィアの肖像」を盗み笹原を殺害した罪で芝大門警察署に拘留されていたが、独房内で自殺した。
窃盗には愛が大事だと帆村に教える。

#### 関係者
笹原 紗枝（ささはら さえ）
演 - 江田結香
瑠衣の妹。上教大学心理学部に通う学生。以前は警察官志望だったが、帆村の講義の影響で大学院に進学したいと思うようになる。
笹原 徹（ささはら とおる）
演 - 菅原大吉
瑠衣・紗枝の父親。元刑事。「ルクレツィアの肖像」が保管されていた東京美術館で殺害される。
南 祥子（みなみ しょうこ）
演 - 弘中麻紀
南の妻。
南 桃香（みなみ ももか）〈4〉
演 - 井上美空
南の娘。

### 警視庁芝大門警察署
増田 公造（ますだ こうぞう）
演 - でんでん
盗犯係係長。
約20年前、瑠衣の父「笹原徹」とパートナーとして職務に当たっていた。元パートナーの娘である瑠衣を何かと気遣っている。
矢野 昇太郎（やの しょうたろう）〈23〉
演 - 千葉雄大
盗犯係。非力な小心者で、1人ではまともに犯人と渡り合えていない。
香川 竜一（かがわ りゅういち）
演 - 阿部進之介
盗品管理係。取り調べ中に被疑者に過剰な暴行を加えたため、盗品管理係に左遷させられた。岩月のことを怪しんでいる。

### SWING TIME
帆村がオーナーを務めるジャズバー。TAKE FIVEの秘密基地でもある。
バーテンダー / 古堀 隆（こぼり たかし）
演 - 駿河太郎
SWING TIMEのバーテンダー。杏子の息子。無口だが機転が利く。
小百合（さゆり）
演 - JUJU
ジャズシンガー。最終話終盤に帆村の妹であることが判明する。

### その他
柿沢 なな（かきざわ なな）
演 - 福田彩乃
帆村の助手。パンが好きで、アロマテラピーや色々な占いにはまっている。整理整頓ができない。宝塚歌劇団の大ファン。また、最終話では長期休暇を取っている帆村の代わりに大学の講義を担当している。
りか
演 - 青山夕夏
田上
演 - 永長孝盛
上記2名は上教大学心理学部に通う学生。帆村の講義を受講している。

### ゲスト

#### 第1話「俺たちは愛を盗めるか〜悪から盗む正義の泥棒VS女刑事の運命〜禁断の恋」
亀岡 俊樹
演 - 国広富之
東都銀行頭取。投資信託「ハピネス・トラスト・ファンド」の創設者。
井森 久恵
演 - 吉田羊
東都銀行頭取付秘書。亀岡と不倫関係にある。
亀岡 ひろみ
演 - 稲田有梨
亀岡の娘。

#### 第2話「愛の値段〜5人目は誰? 逮捕!?」
相良 光代
演 - 田中美奈子
相良ビジネススクール理事長。1973年2月26日生まれ。
清水 真
演 - 西村和彦
相良ビジネススクール経理担当。

#### 第3話「刑事を助ける泥棒! 警察に潜入」
木ノ本 道元〈65〉
演 - 志賀廣太郎
慶上寺住職。「仏像の神秘展」の展示期間が終了し、新日本美術館から慶上寺まで四天王像を移送するため、大門警察署の盗犯係に警備を依頼する。
梅田 弘樹
演 - Velo武田
襲撃犯。暴行・傷害・脅迫で前科3犯。右耳の後ろに三ツ星のタトゥーがある。狂言強盗の主犯格。
峯川 幸治
演 - 渡部龍平
襲撃犯。暴行・放火・強盗で前科3犯。
押尾 拓也
演 - 佐藤憲
襲撃犯。暴行・窃盗で前科2犯。
安川 正一
演 - 中山孟
襲撃犯。暴行で前科1犯。

#### 第4話「5人で奇跡を盗め! 姉妹の愛」
緒方 研一（おがた けんいち）
演 - 世良公則
中央理科大学理工学部教授。AAT細胞の研究者。お互いが不法侵入した緒方邸で新美と知り合い、弟・研二に盗まれた「奇跡のマウス」を取り戻して欲しいとTAKE FIVEのメンバーに依頼する。
緒方 研二（おがた けんじ）
演 - 風間トオル
研一の弟。上教大学理工学部教授。AAT細胞に関連した多くの特許を取得していることから「特許の緒方研二」と呼ばれる。中央理科大学緒方研一研究室助手を経て、5年前に現職の地位に就く。
小野田 美香（おのだ みか）〈25〉
演 - 美馬怜子
上教大学理工学部緒方研二研究室助手。

#### 第5話「裏切り者は誰だ!? ライバル出現」、第6話「仲間を救えるのか? 友情編完結」
柴崎 ナルミ（しばさき ナルミ）
演 - 黒木メイサ
偽TAKE FIVEメンバー。「TAKE FIVE」という香水を愛用。
水無月 弘（みなづき ひろし）〈45〉
演 - 花田虎上
水無月商事社長。レオナルド・ダ・ヴィンチ専門のブローカー。
荒木（あらき）
演 - 相葉裕樹
偽TAKE FIVEメンバー。岩月を凌駕するほどハッキング能力に優れている。
橘（たちばな）
演 - 久保田悠来
偽TAKE FIVEメンバー。

#### 第7話「ダ・ヴィンチを奪え愛のある嘘」
堂城 一馬（どうじょう かずま）〈21〉
演 - 松村北斗
JBCアート美術スタッフ。過去に傷害・窃盗の犯歴があり、後藤の死体現場近くに一馬が身に着けていたイヤリングが落ちていた。
大河内 銀次郎
演 - 梅沢富美男
大物時代劇俳優。現代劇では刑事ドラマ『古株者』が初主演。台詞覚えが悪く、マネージャー（演：別当優作）にインカムで復唱してもらいながら演じている。
稲岡 幸平
演 - 緋田康人
JBCアート美術監督。一馬の上司。
浮田 守
演 - 六角慎司
JBCテレビドラマ制作部プロデューサー。JBCアートの稲岡に刑事ドラマ『古株者』の美術セットを発注する。
服部 勇司
演 - 寿大聡
警視庁芝大門警察署強行犯係刑事。後藤殺害事件の捜査を盗犯係と合同で担当する。

#### 第8話「宝塚スターから盗め男と女戦い」
柚希 礼音（ゆずき れおん）
演 - 柚希礼音（宝塚歌劇団星組）
星組トップスター。
凰稀 かなめ（おうき かなめ）
演 - 凰稀かなめ（宝塚歌劇団宙組）
宙組トップスター。
龍 真咲（りゅう まさき）
演 - 龍真咲（宝塚歌劇団月組）
月組トップスター。
紅 ゆずる（くれない ゆずる）
演 - 紅ゆずる（宝塚歌劇団星組）
星組2番手スター。
明日海 りお（あすみ りお）
演 - 明日海りお（宝塚歌劇団花組）
花組2番手スター。
上記5名は宝塚歌劇団で活躍する人気スターで、裏では怪盗団・TEAM FIVEとして関西圏を中心に活動しており、TAKE FIVE同様、愛のある盗みをイディオムとしているという設定だった。
五十嵐 哲
演 - 宮川一朗太
宝塚歌劇団プロデューサー。TEAM FIVEが盗んできた物品の後始末を担当し、ホームレスが所持している「ルクレツィアの肖像」の奪取をTEAM FIVEに依頼する。
五十嵐 敦
演 - 市川兵衛
哲の父親。20年前に杏子と同じくレオナルド・ダ・ヴィンチ展の学芸員を務め、「ルクレツィアの肖像」の贋作作成に協力する。贋作を探していた最中に無念を残して去年亡くなる。

#### 第9話「最終章・前〜裏切り最後の晩餐」
狭山
演 - 遠山俊也
芝大門警察署留置管理係看守。

## スタッフ
- 原案・脚本 - 櫻井武晴
- 脚本 - 藤井清美、丑尾健太郎
- 音楽 - 菅野祐悟
- 演出 - 岡本伸吾、渡瀬暁彦、川嶋龍太郎
- 主題歌 - 2PM「GIVE ME LOVE」（アリオラジャパン / JYPエンターテインメント）[12]
- 劇中歌 - JUJU「TAKE FIVE」（ソニー・ミュージックアソシエイテッドレコーズ）[10]
- 音楽プロデュース - 志田博英
- 音楽コーディネート - 溝口大悟
- 演出補 - 田中健太
- タイトルCG - 中村淳
- CG - 宮崎浩和、上田和彦
- 作画協力 - 渡抜亮
- 警察監修 - 古谷謙一
- 心理学監修 - 齋藤勇
- 生命科学監修 - 田川陽一
- 協力 - サイバーディフェンス研究所、レオナルド・ダ・ヴィンチ展 天才の肖像
- 各話協力スタッフ
  - 協力 - 宝塚歌劇団、東京宝塚劇場、宝塚クリエイティブアーツ（第8話）
- プロデュース - 伊與田英徳
- プロデューサー補 - 吉村剛弘、村上加奈
- 製作著作 - TBS

## 放送日程
| 放送回                                                         | 放送日  | サブタイトル                                                       | 演出       | 視聴率 |
| -------------------------------------------------------------- | ------- | ------------------------------------------------------------------ | ---------- | ------ |
| TAKE 1                                                         | 4月19日 | 俺たちは愛を盗めるか〜悪から盗む正義の泥棒VS女刑事の運命〜禁断の恋 | 岡本伸吾   | 12.3%  |
| TAKE 2                                                         | 4月26日 | 愛の値段〜5人目は誰? 逮捕!?                                        | 岡本伸吾   | 10.5%  |
| TAKE 3                                                         | 5月03日 | 刑事を助ける泥棒! 警察に潜入                                       | 渡瀬暁彦   | 10.5%  |
| TAKE 4                                                         | 5月10日 | 5人で奇跡を盗め! 姉妹の愛                                          | 川嶋龍太郎 | 11.1%  |
| TAKE 5                                                         | 5月17日 | 裏切り者は誰だ!? ライバル出現                                      | 渡瀬暁彦   | 08.6%  |
| TAKE 6                                                         | 5月24日 | 仲間を救えるのか? 友情編完結                                       | 岡本伸吾   | 08.6%  |
| TAKE 7                                                         | 5月31日 | ダ・ヴィンチを奪え愛のある嘘                                       | 川嶋龍太郎 | 09.8%  |
| TAKE 8                                                         | 6月07日 | 宝塚スターから盗め男と女戦い                                       | 川嶋龍太郎 | 08.7%  |
| TAKE 9                                                         | 6月14日 | 最終章・前〜裏切り最後の晩餐                                       | 渡瀬暁彦   | 09.5%  |
| TAKE 10                                                        | 6月21日 | 愛する人の命を救え裏切者は誰                                       | 岡本伸吾   | 11.1%  |
| 平均視聴率 10.1%（視聴率はビデオリサーチ調べ、関東地区・世帯） |         |                                                                    |            |        |

## タイアップ
TBSが主催する美術展「レオナルド・ダ・ヴィンチ展 天才の肖像」（2013年4月23日 - 6月30日、東京都美術館）とのタイアップで、会場内で貸出される音声ガイドのナビゲーターを唐沢寿明と松坂桃李が担当している。また、この展覧会の特別番組『「レオナルド・ダ・ヴィンチ展」特別番組 天才の肖像 〜「TAKE FIVE」が挑むダ・ヴィンチの謎〜』が同年5月3日（TBSテレビ、10:05 - 11:00）、5月25日（BS-TBS、11:00 - 12:00）に放送された。
最終話のラストカットに、登場人物たちが実際にこの展覧会場を訪れるシーンがストーリーに盛り込まれた。

## 舞台
2015年5月に赤坂ACTシアターと梅田芸術劇場で、舞台『TAKE FIVE』（テイク ファイブ）が上演された。舞台版は帆村正義、岩月櫂の子孫を軸に2065年の未来に時代設定を移したオリジナル脚本となる。
2016年5月に、赤坂ACTシアターで続編となる舞台『TAKE FIVE2』（テイク ファイブ2）が上演され、初演と同じく藤ヶ谷が主演を務める。

### TAKE FIVE

#### 主なキャスト（TAKE FIVE）
- 帆村守 - 藤ヶ谷太輔
- ブルー・バタフライ - 蘭寿とむ
- 岩月迅 - 山本裕典
- 曽我祐一 - 吉沢悠
- 小堀隆 - 駿河太郎
- 池永サクラ - 朝倉あき
- 森脇次郎 - 馬場徹
- 神田博士 - 宇梶剛士
- 帆村正義（映像出演） - 唐沢寿明
- 早百合（映像出演） - JUJU

#### スタッフ（TAKE FIVE）
- 脚本 - 丑尾健太郎
- 演出 - 渡瀬暁彦
- 演出スーパーバイザー - 吉川徹
- 衣装デザイン - 岩谷俊和
- 音楽 - 木村秀彬
- 企画原案 - 櫻井武晴
- 総合プロデューサー - 河出洋一
- プロデューサー - 伊與田英徳、青木伸介、松村恵二
- 技術統括 - 浅野太郎
- 美術統括 - 大西孝紀
- 美術デザイン - 山口智広
- 映像・CG - 木村健二
- 照明 - 近藤明人
- 音響 - 小暮倫見
- LED - 長嶋健司
- ヘアメイク - アートメイク・トキ
- 演出助手 - 相田剛志
- 舞台監督 - 榎太郎、田中力也
- 宣伝美術 - 東學
- アシスタント・プロデューサー - 大庭慎一郎、一倉梨紗、上野景子
- 制作 - 藤野和美
- 制作助手 - 福本悠美
- 宣伝 - ディップス・プラネット
- 企画制作 - TBS

### TAKE FIVE2

#### 主なキャスト（TAKE FIVE2）
- 帆村守 / 真宮秋 - 藤ヶ谷太輔[16][17]
- 岩月迅 - 山本裕典[16]
- 高城御影 - 新川優愛[17]
- 海堂レン - 安蘭けい[17]

## 関連商品
ホームメディア
TAKE FIVE〜俺たちは愛を盗めるか〜／Blu-ray BOX
2013年11月8日発売、発売元：TBS、販売元：TCエンタテインメント、6枚組（本編5枚+特典1枚）。
TAKE FIVE〜俺たちは愛を盗めるか〜／DVD BOX
発売日など同上、リージョンナンバー2（NTSC・日本市場向け）。

ノベライズ
- 原案脚本・櫻井武晴、小説・山本俊輔『テイクファイブ 〜名画と愛と大泥棒〜』リンダパブリッシャーズ〈Linda BOOKS!〉、全2巻、文庫本書き下ろし
  1. 2013年4月13日発売、ISBN 978-4-8030-0461-8
  2. 2013年5月18日発売、ISBN 978-4-8030-0462-5

シナリオ本
- 『月刊ドラマ』2013年6月号（映人社） - 第1・2回の脚本を収録。